# Fizično varovanje
Fizično varovanje zajema varnostne ukrepe, ki so namenjeni preprečevanju nepooblaščenega dostopa do objektov, opreme in sredstev ter za zaščito osebja in premoženja pred poškodbami ali škodo (na primer vohunstvom, krajo ali terorističnimi napadi). Fizično varovanje vključuje uporabo več plasti soodvisnih sistemov, ki vključujejo nadzor, varnostnike, zaščitne ovire, ključavnice, protokole za nadzor dostopa in številne druge tehnike.